# Gouvernement Erdoğan IV
Pour les articles homonymes, voir Gouvernement Erdoğan.
République de Turquie
Yıldırım Erdoğan V
Le gouvernement Erdoğan IV (en turc : 66. Türkiye Hükûmeti) est le soixante-sixième gouvernement de la république de Turquie, en fonction du 10 juillet 2018 au 3 juin 2023.
Recep Tayyip Erdoğan présente la composition de son gouvernement, peu après sa prestation de serment pour un deuxième mandat après sa réélection lors de l'élection présidentielle turque de 2018. Il s'agit du premier gouvernement mis en place depuis l'entrée en vigueur de la réforme constitutionnelle turque de 2017 qui acte le passage à un régime présidentiel.

## Historique

### Formation
À la suite de la révision constitutionnelle adoptée en avril 2017 après un référendum constitutionnel, la Turquie, alors république parlementaire, passe à un régime présidentiel.
Le 18 avril 2018, le président Recep Tayyip Erdoğan, annonce des élections anticipées pour le 24 juin, celles-ci étant à l'origine prévues pour le 3 novembre 2019.
Recep Tayyip Erdoğan est réélu président de la République dès le premier tour et sa coalition l'Alliance populaire remporte les élections législatives.
La composition du gouvernement est annoncée le 9 juillet 2018,. Il est composé de membres de l'AKP et de personnalités indépendantes. Le 26 juin 2018, Mustafa Kalayci, vice-président du MHP, déclare que sa formation ne briguait pas de postes ministériels. Un certain nombre de ministres sont issus des rangs de la Grande Assemblée nationale de Turquie. Enfin, le nombre de ministres passe de 26 à 16, tandis que le ministère des Affaires européennes, fusionne avec le ministère des Affaires étrangères et le ministère des Douanes et du Commerce est absorbé par le ministère de l'Économie. Par ailleurs, le ministère de la Famille et des Affaires sociales fusionne avec le ministère du Travail et de la Sécurité sociale, tandis que d'autres ministères changent de nom, comme le ministère des Finances qui devient le ministère du Trésor et des Finances. Enfin, Abdulhamit Gül, Süleyman Soylu, Berat Albayrak et Mevlüt Çavuşoğlu, seuls députés nommés au gouvernement, ont renoncé à leurs mandats parlementaires pour pouvoir prendre leurs fonctions.

### Succession
Le président Recep Tayyip Erdoğan arrive en tête de l'élection présidentielle turque de 2023 devant Kemal Kılıçdaroğlu, et manque de peu d'être élu dès le premier tour,. Les élections législatives organisées en parallèle voient la victoire de l'Alliance populaire, qui conserve la majorité absolue des sièges malgré un léger recul.
Erdoğan remporte plus de 52 % des voix au second tour, ce qui lui assure ainsi un troisième mandat consécutif,. Il prête serment le 3 juin et nomme un gouvernement presque intégralement renouvelé.

## Composition

### Initiale (10 juillet 2018)
- Les nouveaux titulaires sont indiqués en gras, ceux ayant changé d'attributions en italique.

| Image | Fonction                                                   | Titulaire | Titulaire                                                     | Parti       |
| ----- | ---------------------------------------------------------- | --------- | ------------------------------------------------------------- | ----------- |
|       | Président de la République                                 |           | Recep Tayyip Erdoğan                                          | AKP         |
|       | Vice-président de la République                            |           | Fuat Oktay                                                    | AKP         |
|       | Ministre des Affaires étrangères                           |           | Mevlüt Çavuşoğlu                                              | AKP         |
|       | Ministre de la Défense nationale                           |           | Hulusi Akar                                                   | Indépendant |
|       | Ministre de l'Intérieur                                    |           | Süleyman Soylu                                                | AKP         |
|       | Ministre de la Justice                                     |           | Abdulhamit Gül                                                | AKP         |
|       | Ministre du Trésor et des Finances                         |           | Berat Albayrak (jusqu'au 09/11/2020) Lütfi Elvan              | AKP         |
|       | Ministre du Trésor et des Finances                         |           | Berat Albayrak (jusqu'au 09/11/2020) Lütfi Elvan              | AKP         |
|       | Ministre de l'Énergie et des Ressources naturelles         |           | Fatih Dönmez                                                  | AKP         |
|       | Ministre du Commerce                                       |           | Ruhsar Pekcan                                                 | AKP         |
|       | Ministre de la Santé                                       |           | Fahrettin Koca                                                | AKP         |
|       | Ministre de l'Éducation nationale                          |           | Ziya Selçuk                                                   | Indépendant |
|       | Ministre de la Culture et du Tourisme                      |           | Mehmet Ersoy                                                  | AKP         |
|       | Ministre de la Jeunesse et des Sports                      |           | Mehmet Kasapoğlu                                              | AKP         |
|       | Ministre de l'Industrie et de la Technologie               |           | Mustafa Varank                                                | AKP         |
|       | Ministre des Transports et des Infrastructures             |           | Mehmet Cahit Turhan (jusqu'au 28/03/2020) Adil Karaismailoğlu | Indépendant |
|       | Ministre des Transports et des Infrastructures             |           | Mehmet Cahit Turhan (jusqu'au 28/03/2020) Adil Karaismailoğlu | Indépendant |
|       | Ministre de l'Agriculture et des Forêts                    |           | Bekir Pakdemirli                                              | AKP         |
|       | Ministre de la Famille, du Travail et des Services sociaux |           | Zehra Zümrüt Selçuk                                           | AKP         |
|       | Ministre de l'Environnement et de l'Urbanisme              |           | Murat Kurum                                                   | AKP         |

### Remaniement du 21 avril 2021
- Les nouveaux titulaires sont indiqués en gras, ceux ayant changé d'attributions en italique.

| Image | Fonction                                           | Titulaire | Titulaire                              | Parti       |
| ----- | -------------------------------------------------- | --------- | -------------------------------------- | ----------- |
|       | Président de la République                         |           | Recep Tayyip Erdoğan                   | AKP         |
|       | Vice-président de la République                    |           | Fuat Oktay                             | AKP         |
|       | Ministre des Affaires étrangères                   |           | Mevlüt Çavuşoğlu                       | AKP         |
|       | Ministre de la Défense nationale                   |           | Hulusi Akar                            | AKP         |
|       | Ministre de l'Intérieur                            |           | Süleyman Soylu                         | AKP         |
|       | Ministre de la Justice                             |           | Abdulhamit Gül (jusqu'au 29/01/2022)   | AKP         |
|       | Ministre de la Justice                             |           | Bekir Bozdağ                           | AKP         |
|       | Ministre du Trésor et des Finances                 |           | Lütfi Elvan (jusqu'au 02/12/2021)      | AKP         |
|       | Ministre du Trésor et des Finances                 |           | Nurettin Nebati                        | AKP         |
|       | Ministre de l'Énergie et des Ressources naturelles |           | Fatih Dönmez                           | AKP         |
|       | Ministre du Commerce                               |           | Mehmet Muş                             | AKP         |
|       | Ministre de la Santé                               |           | Fahrettin Koca                         | AKP         |
|       | Ministre de l'Éducation nationale                  |           | Ziya Selçuk (jusqu'au 05/08/2021)      | Indépendant |
|       | Ministre de l'Éducation nationale                  |           | Mahmut Özer                            | AKP         |
|       | Ministre de la Culture et du Tourisme              |           | Mehmet Ersoy                           | AKP         |
|       | Ministre de la Jeunesse et des Sports              |           | Mehmet Kasapoğlu                       | AKP         |
|       | Ministre de l'Industrie et de la Technologie       |           | Mustafa Varank                         | AKP         |
|       | Ministre des Transports et des Infrastructures     |           | Adil Karaismailoğlu                    | AKP         |
|       | Ministre de l'Agriculture et des Forêts            |           | Bekir Pakdemirli (jusqu'au 04/03/2022) | AKP         |
|       | Ministre de l'Agriculture et des Forêts            |           | Vahit Kirişçi                          | AKP         |
|       | Ministre de la Famille et des Services sociaux     |           | Derya Yanık                            | AKP         |
|       | Ministre du Travail et de la Sécurité sociale      |           | Vedat Bilgin                           | AKP         |
|       | Ministre de l'Environnement et de l'Urbanisme      |           | Murat Kurum                            | AKP         |